# Люсі Мур (редакторка Вікіпедії)
Люсі Мур (англ. Lucy Moore) — британська кураторка і докторантка, відома тим, що поліпшила висвітлення жінок у Вікіпедії. 2022 року вона отримала відзнаку як вікімедійка року від «Вікімедіа UK».

## Освіта
2006 року Мур отримала ступінь бакалавра з сучасної історії у Водем-коледжі Оксфордського університету, а 2009 року — ступінь магістра в Інституті середньовічних досліджень Університету Лідса. 2019 року вона розпочала докторську роботу в Університеті Йорка, вивчаючи карбування монет у королівстві Нортумбрії дев'ятого століття.

## Кар'єра
Мур — археологиня і кураторка. З 2013 по 2023 рік Мур працювала кураторкою проєкту в музеях і галереях Лідса. 2024 року Мур стала кураторкою колекцій монет і 3D-об'єктів в Університеті Лідса. Вона також працює неоплачуваною доглядальницею. 2015 року вийшла її книга у співавторстві «Велика війна в Британії. Лідс: згадуючи 1914—1918 роки» (англ. Great War Britain. Leeds: Remembering 1914-18). 2018 року вийшла книга за її редакцією «Приятелі Лідса: посібник для дослідників» (англ. The Leeds Pals: a handbook for researchers).
Окрім редагування Вікіпедії, Мур займається волонтерською діяльністю, зокрема була членкинею правління Королівського нумізматичного товариства, Громадського тресту Лідса та благодійної організації «Доглядальники Лідса» (англ. Carers Leeds).

## Редагування Вікіпедії
Мур стала редакторкою Вікіпедії 2019 року. Спершу її редагування були зосереджені на солдатах у Першій світовій війні, але пізніше вона вирішила поліпшити висвітлення жінок у Вікіпедії, адже вони недостатньо представлені у статтях.
2021 року Мур розпочала проєкт «Навколосвітній виклик» (англ. Round the World Challenge) із створення статей у Вікіпедії для хоча б однієї жінки з кожної країни світу. Вона завершила його 2024 року, напередодні Міжнародного жіночого дня. Станом на березень 2024 року Мур написала 533 біографії жінок, серед них: Шарбат Гула, Джулія Чінн, Жанна Гапія-Ніонзіма, Олафія Ейнарсдоттір і Глорія Менесес, а також Горпина Ватченко, Ганна Верес, Оксана Жникруп, Маріанна Душар та Марія Пособчук.
Мур також працює над тим, щоб заохочувати інших добровільно працювати над поліпшенням гендерного балансу у Вікіпедії, у тому числі як організаторка марафонів із редагування.

## Нагороди та відзнаки
2021 року «Вікімедіа UK» відзначила її як перспективну вікімедійку року (англ. Up and Coming Wikimedian of the Year). 2022 року вона отримала відзнаку як британська вікімедійка року.
2024 року її ім'я було серед кількох сотень жіночих імен, внесок яких було відзначено на скульптурі під назвою «Стрічки» Піппи Гейл у Лідсі.

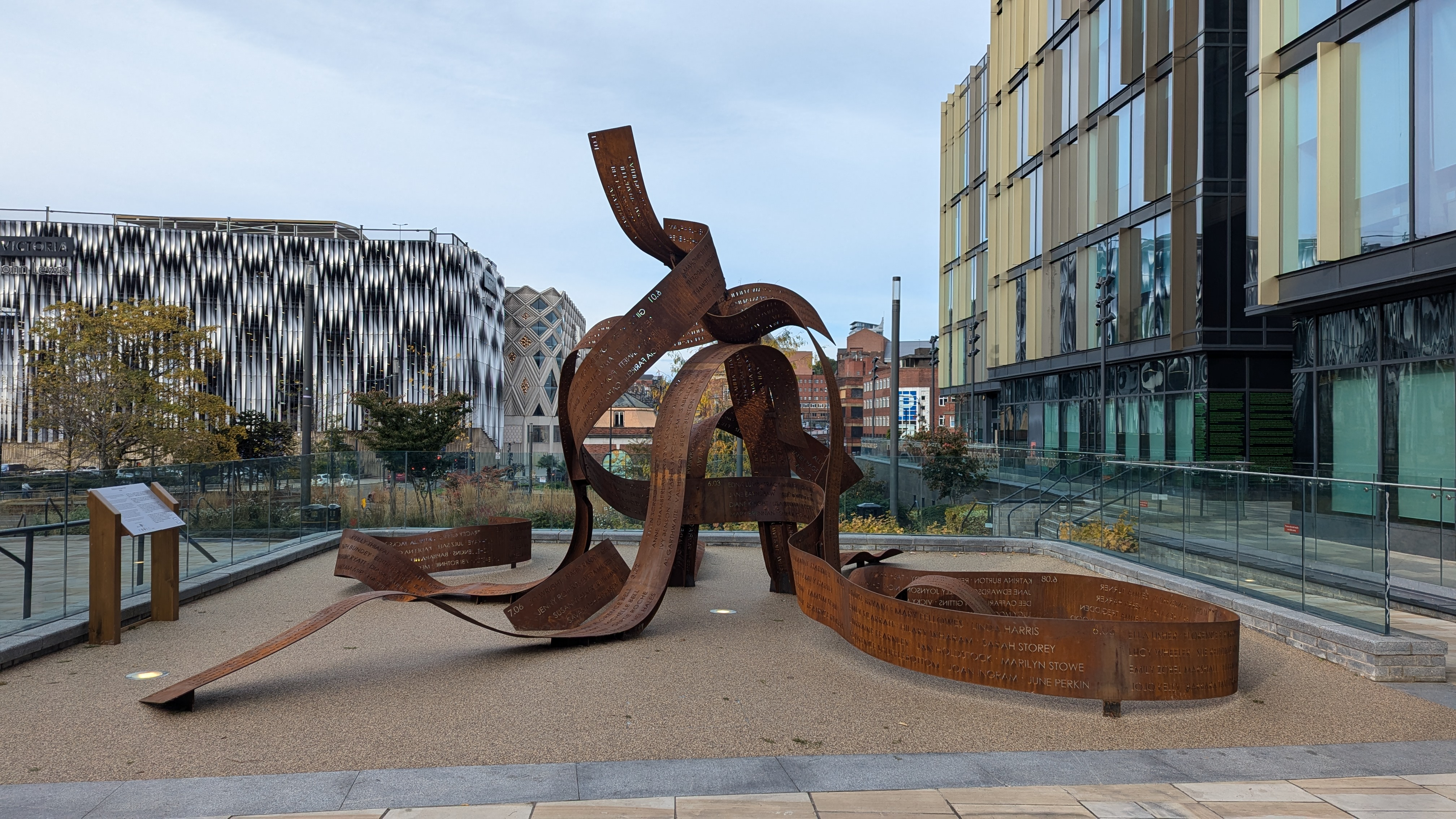
Скульптура «Стрічки» Піппи Гейл
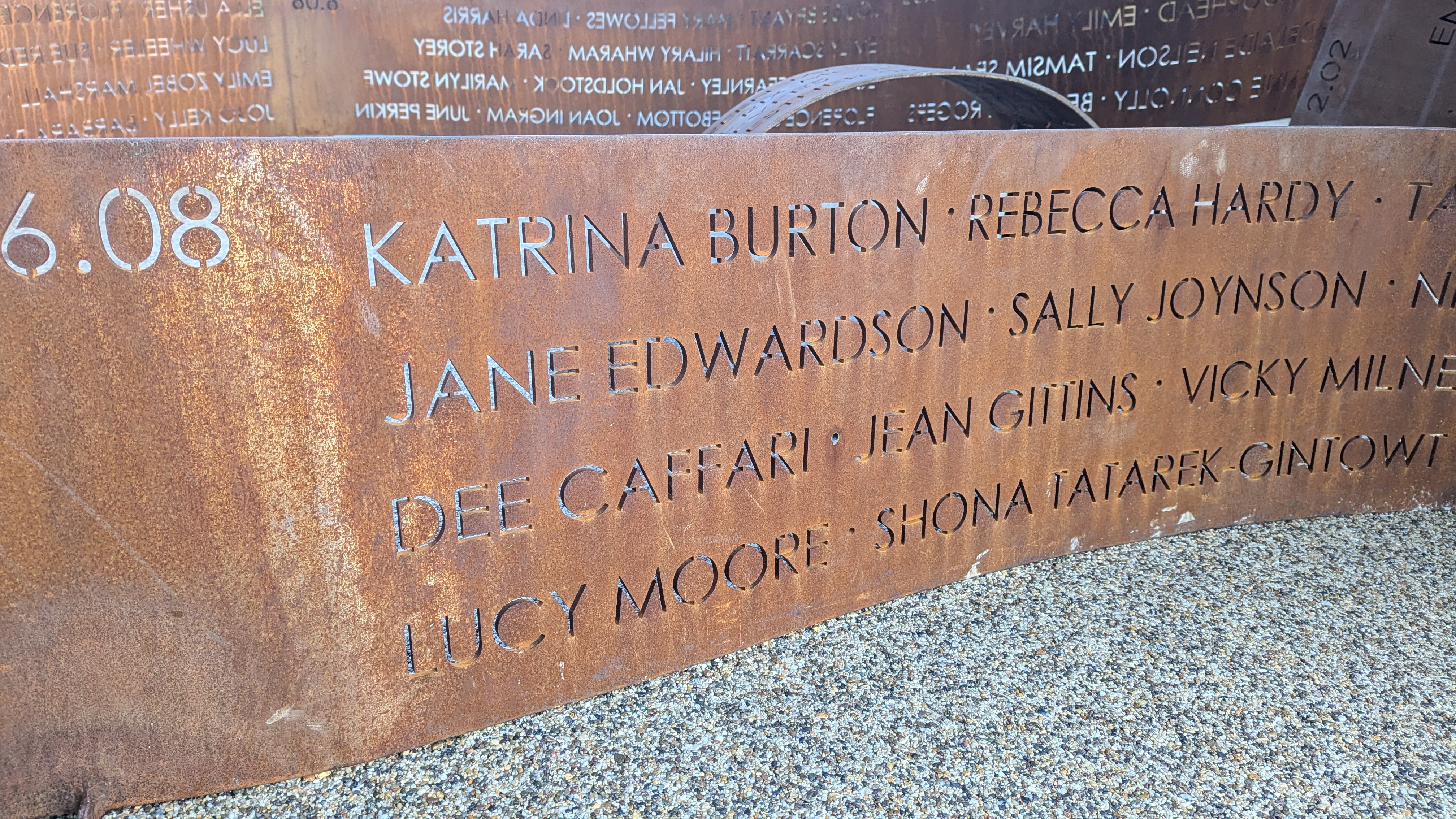
Фрагмент із іменем Люсі Мур

## Особисте життя
Мур живе в Лідсі.